# György Pálfi
György Pálfi (Boedapest, 1974) is een Hongaars regisseur.
Van 1995 tot 1999 studeerde hij aan de Universiteit voor Theater en Film in Boedapest bij Sándor Simó. 2007 was hij docent aan de Universiteit Pécs, sinds 2008 geeft hij les aan de Universiteit voor Theater en Film in Boedapest (sinds 2010 als docent).
Pálfi heeft voor meerdere van zijn films prijzen gekregen, bv. voor 'Hukkle' uit 2002 (European Film Awards, European Discovery of the Year; Hong Kong International Film Festival, Golden Firebird Award e.a.) en 'Taxidermia' uit 2006 (Chicago International Film Festival, Silver Hugo; Brussels European Film Festival, Iris Award for Best Film e.a.).
- Biblioteca Nacional de España: XX5092394
- Bibliothèque nationale de France: cb15540408d (data)
- Gemeinsame Normdatei: 14063844X
- International Standard Name Identifier: 0000 0001 2021 7838
- Library of Congress Control Number: no2009059419
- Nationale Bibliotheek van Tsjechië: xx0177035
- Nederlandse Thesaurus van Auteursnamen: 270919473
- Système universitaire de documentation: 133444422
- Virtual International Authority File: 17535603
- WorldCat: E39PBJkT6pP8TBm9qb8wvGWqwC